# Alexander Chuhaldin

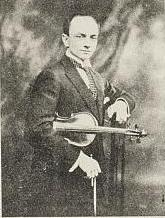
Alexander Chuhaldin

Alexander Chuhaldin (russisch Александр Григорьевич Чухалдин; * 27. August 1892 in Wladikawkas, Russisches Kaiserreich; † 20. Januar 1951 in Victoria/British Columbia) war ein kanadischer Geiger, Dirigent, Komponist und Musikpädagoge.
Chuhaldin wurde achtjährig Schüler von Jules Conus am Moskauer Konservatorium und trat neunjährig zum ersten Mal öffentlich auf. Ab 1909 war er Geiger im Orchester des Bolschoi-Theaters, dessen Konzertmeister er 1922 wurde. Ab 1923 unterrichtete er Violine am Moskauer Konservatorium. 1924 flüchtete er über Harbin, China, ins Ausland und unternahm eine Konzertreise durch Asien, Australien und Neuseeland. In Perth lernte er die Pianistin Annette Hillhouse kennen, die seine Ehefrau und Klavierbegleiterin wurde.
1927 kam Chuhaldin nach Kanada. Dort unterrichtete er am Toronto Conservatory of Music, wo u. a. Murray Adaskin, Harry Bergart, Isidor Desser, Betty-Ann Fischer-Byfield, Hyman Goodman, Blain Mathé, Albert Pratz und Ivan Romanoff zu seinen Schülern zählten. Seit Anfang der 1930er Jahre arbeitete er als Rundfunkdirigent zunächst für die Canadian Radio Broadcasting Commission, dann für die CBC. Er leitete u. a. die Symphonic Strings sowie die CBC Strings und dirigierte 1939 mit den Melodic Strings und dem Komponisten am Klavier die Uraufführung des ihm gewidmeten Young Apollo von Benjamin Britten. 
Als Gastdirigent leitete er 1936 das WPA Civic Symphony in New York und 1941 das Toronto Symphony Orchestra. 1948 wurde er Dirigent des neu gegründeten Forest Hill Community Orchestra in Toronto. Chuhaldin komponierte mehrere Werke für Streichorchester, fünf Stücke für Violine solo und mehr als 30 Transkriptionen für Streichorchester.

## Quelle
- Elaine Keillor: Alexander Chuhaldin. In:  Encyclopedia of Music in Canada. herausgegeben von The Canadian Encyclopedia, 16. Dezember 2013 (englisch, französisch).

| Personendaten    | Personendaten                                             |
| ---------------- | --------------------------------------------------------- |
| NAME             | Chuhaldin, Alexander                                      |
| ALTERNATIVNAMEN  | Чухалдин, Александр Григорьевич                           |
| KURZBESCHREIBUNG | kanadischer Geiger, Dirigent, Komponist und Musikpädagoge |
| GEBURTSDATUM     | 27. August 1892                                           |
| GEBURTSORT       | Wladikawkas                                               |
| STERBEDATUM      | 20. Januar 1951                                           |
| STERBEORT        | Victoria                                                  |